# Alaior
Alaior este un municipiu în insula Minorca, Insulele Baleare, Spania. Are 109.77 km².